# Rossinyol dels Nilgiri
El rossinyol dels Nilgiri (Sholicola major; syn: Myiomela major) és una espècie d'ocell de la família dels muscicàpids (Muscicapidae). És endèmic dels boscos de Shola, al sud de l'Índia i el seu estat de conservació es considera en perill d'extinció.

## Taxonomia
Anteriorment es considerava que el rossinyol dels Nilgiri pertanyia al gènere Myiomela. Però el 2017 el Congrés Ornitològic Internacional, en la seva llista mundial d'ocells (versió 7.2, 2017), el transferí al gènere Sholicola. Segons el Handook of the Birds of the World i la quarta versió de la BirdLife International Checklist of the birds of the world (Desembre 2019), aquest tàxon també apareix classificat dins del gènere Sholicola.